# ماهواره‌های سری پالاپا

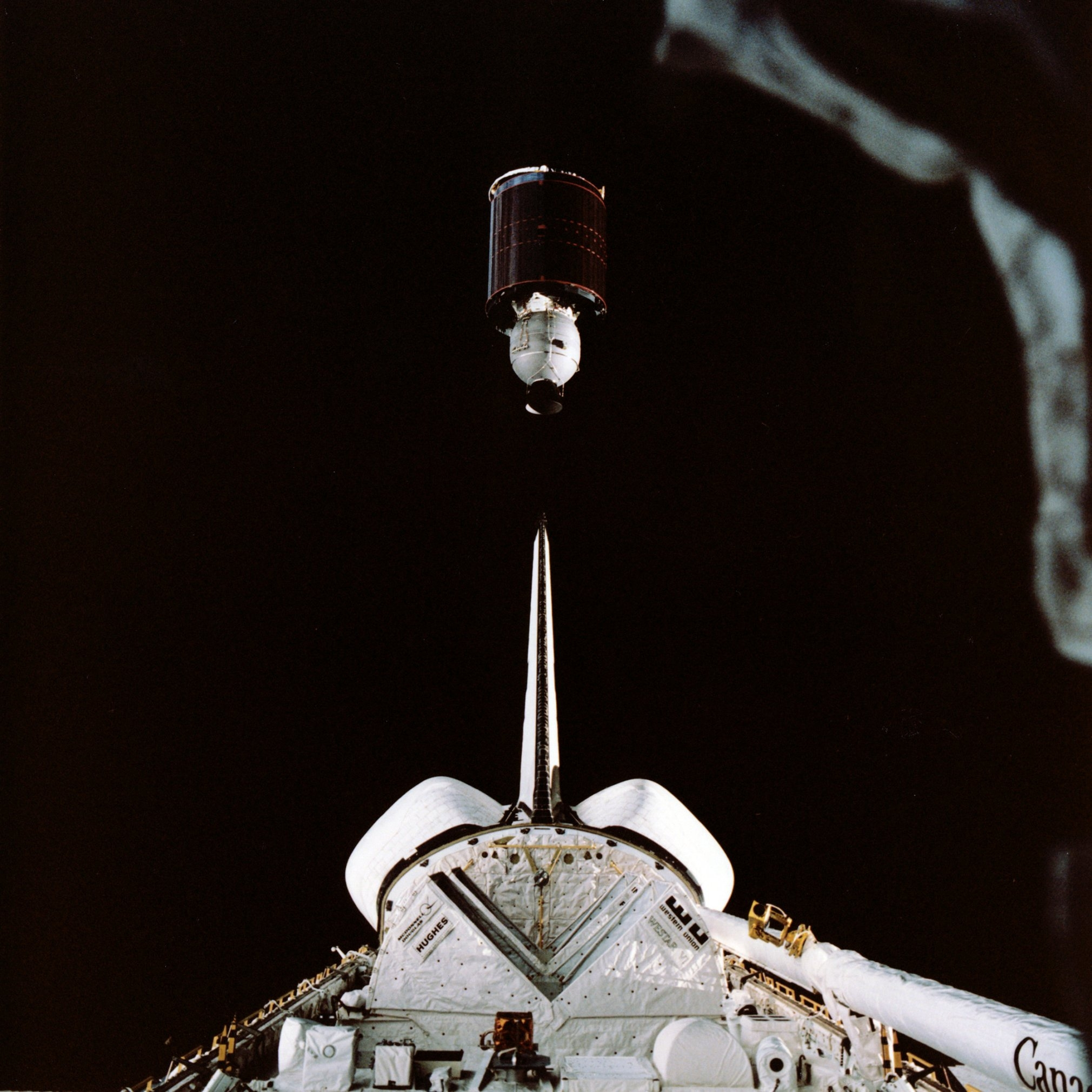
ماهواره‌های سری پالاپا

اندونزی با الگوبرداری از تجربه‌های موفق دیگر کشورها مانند ماهواره‌های تجاری آنیک کانادا و وستار آمریکا، مجموعه ماهواره‌های مخابراتی پالاپای خود را طی قراردادهایی با شرکت‌های قدرتمند ساخت ماهواره در دنیا توسعه داد. ماهواره پالاپا -ای۱ اولین ماهواره از مجموعه ماهواره‌های پالاپا بود که در سال ۱۹۷۶ به مدار پرتاب شد. پس از خدمات موفق ماهواره‌های پالاپا سری بی و سی، ماهواره پالاپا سری دی نیز در آستانه پرتاب قرار دارد.
عمر عملیاتی این دو ماهواره به ترتیب در ژوئن ۱۹۸۵ و ژانویه ۱۹۸۸ به پایان رسید؛ اما اندونزی در ۱۹۷۹ برای ساخت دو ماهواره نسل بعد پالاپا با هزینه ۵/۷۴ میلیون دلار، با پیمانکاران به توافق رسید. ناسا نیز همراه با دو پرتاب شاتل، این دو ماهواره را با تخفیف ویژه و با قیمت ۱۸ میلیون دلار، در مدار قرار داد. ماهواره‌های سری بی۱ پالاپا، طی عمر عملیاتی خود از سال ۱۹۸۳ تا ۱۹۹۰، خدمات مخابراتی موفقی را ارائه دادند. حتی شرکت ماهواره‌ای پی‌تی‌پاسیفیک نوسانتارا پس از خرید این ماهواره‌ها، سه سال بیشتر از عمر تعیین شده، از آنها استفاده کرد.
اندونزی ماهواره پالاپا- بی۲ را در فوریه ۱۹۸۴ به فضا پرتاب کرد، اما تزریق آن در مدار با مشکل مواجه شد و این ماهواره در مدار کم‌ارتفاع زمینی باقی‌ماند. دولت با دریافت ۷۵ میلیون دلار حق بیمه این ماهواره، اقدام به خرید ماهواره جایگزین کرد. در پی آن، شرکت بیمه نیز با استفاده از مأموریت ۵۱اِی شاتل، ماهواره را بازیافت کرد و به قیمت۱۸ میلیون دلار به شرکت ساتل آمریکا فروخت.
شرکت ساتل نیز تصمیم گرفت ماهواره بازسازی‌شده را با پرتابگر دلتا پرتاب کند و هنگامی که در مدار قرار گرفت، دوباره به اندونزی بفروشد. بدین ترتیب، ماهواره پالاپا- بی۲آر در ۱۳ آوریل ۱۹۹۰ با پرتابگر دلتا از کیپ‌کاناورال به موقعیت مداری ۱۰۸ درجه شرقی زمین‌ثابت پرتاب شد و در اختیار اندونزی قرار گرفت. وزن این ماهواره ۱۲۴۰ کیلوگرم به هنگام پرتاب و ۶۵۲ کیلوگرم در آغاز فعالیت مداری بوده‌است. ماهواره پالاپا- بی نیز در ۱۴ مه ۱۹۹۲ با پرتابگر دلتا از کیپ‌کاناورال پرتاب شد و در موقعیت مداری ۱۱۸ درجه شرقی زمین‌ثابت قرار گرفت. از ماهواره سی۳ به عنوان جایگزین احتمالی آن یاد می‌شود. وزن این ماهواره در آغاز فعالیت در مدار، ۶۹۲ کیلوگرم بود. دیگر مشخصات ماهواره‌های پالاپا- بی۲ (بی۲آر) و پالاپا- بی۴، مشابه ویژگی‌های ماهواره پالاپا- بی۲پی است که در ادامه شرح داده می‌شود.
ماهواره پالاپا- بی۲پی در بیستم مارس ۸۷۱۹ با پرتابگر دلتا از کیپ‌کاناورال پرتاب شد و از اوت ۱۹۹۶، در موقعیت مداری ۱۴۴ درجه شرقی زمین‌ثابت قرار گرفت. پیمانکار اصلی این ماهواره، شرکت فضایی- مخابراتی هیوز بود. ۲۴ ترنسپاندر باند سی به همراه شش ترنسپاندر یدکی با پهنای باند ۳۶ مگاهرتز و قطبیت خطی عمودی، برای پالاپا- بی۲پی امکان مخابرات از دور، پخش تلویزیونی داخلی و منطقه‌ای بر اندونزی، فیلیپین، سنگاپور، تایلند و مالزی را فراهم می‌کرد. باس اچ‌اس- ۳۷۶ استوانه‌ای چرخش‌پایدار هیوز آن، به قطر ۱۶/۲ متر و ارتفاع ۸۳/۶ متر بود.
این ماهواره به هنگام پرتاب، ۱۲۰۰ کیلوگرم و در آغاز فعالیت مداری، ۶۲۸ کیلوگرم وزن داشت. ایستگاه کنترل اصلی سیبی‌نانگ در نزدیکی جاکارتا به عنوان مرکز ردیابی، تله‌متری و فرمان ماهواره فعالیت می‌کرد. سلول‌های خورشیدی کِی۷ روی بدنه پالاپا- بی۲پی، ۱۰۶۲ وات توان در مدار تولید می‌کرد.
دولت اندونزی، شرکت [پی‌تی‌ساتلایت پالاپا (پی‌تی ساتل‌ایندو)] را در ژانویه ۳۱۹۹ برای پیشبرد پروژه ۲۴۰میلیون دلاری پالاپا- سی تأسیس کرد. در مه سال ۱۹۹۵ شرکت آلمانی تی‌موبایل ۲۵ درصد سهام شرکت ساتل‌ایندو را خریداری  کرد.
ماهواره‌های نسل سوم پالاپا- سی در سال ۱۹۹۶ پرتاب شدند و پوشش مخابراتی را به چین، هند و ژاپن گسترش دادند. ماهواره پالاپا- سیی در اول فوریه ۱۹۹۶ با پرتابگر آریان از گویان فرانسه پرتاب و در موقعیت مداری ۱۱۳ درجه شرقی مدار زمین‌ثابت، جایگزین پالاپا- بی۲پی شد.
این ماهواره برای ۱۲ تا ۱۴ سال طراحی شده‌است و در مجموع، ۲۴ ترنسپاندر باند سی به همراه شش ترنسپاندر یدکی با پهنای باند ۳۶ مگاهرتز و پوشش اندونزی، فیلیپین، سنگاپور، تایلند، مالزی، ویتنام، برونئی، گینه نو، زلاندنو و شرق استرالیا، شش ترنسپاندر باند سی گسترده به همراه دو ترنسپاندر یدکی با پهنای باند ۳۶ مگاهرتز و پوشش پاکستان، هند، چین، کره، تایوان و ژاپن و همچنین چهار ترنسپاندر باند کِی‌یو به همراه دو ترنسپاندر یدکی با پهنای باند ۷۲ مگاهرتز و پوشش اندونزی، ژاپن، کره، شرق چین، تایلند، ویتنام و سنگاپور ارائه خدماتی چون مخابرات از دور، پخش تلویزیونی داخلی و منطقه‌ای را برای این ماهواره فراهم می‌کند.
باس پالاپا- سی۱، اچ‌اس- ۶۰۱ هیوز با پایداری سه‌محوره و دهانه بال‌های خورشیدی آن ۲۱ متر است. ابعاد ماهواره نیز هنگام پرتاب ۵/۳×۱/۳×۷/۲ متر و وزن آن ۲۹۸۹ کیلوگرم گزارش شده‌است که البته، وزن آن در آغار فعالیت مداری به ۱۷۷۵ کیلوگرم می‌رسید. دو آرایه خورشیدی، که هر یک از سه صفحه خورشیدی مجزا تشکیل شده‌اند، ۳۷۳۰ وات توان برای پالاپا- سی۱ تولید می‌کنند.
کمی پس از پالاپا- سی۱، یعنی در ۱۶ مه ۱۹۹۶، ماهواره پالاپا- سی۲ با پرتابگر آریان از گویان فرانسه به فضا پرتاب و در موقعیت مداری ۱۲۳ درجه شرقی زمین‌ثابت، جایگزین بی۲آر شد.
این ماهواره با وزنی معادل ۲۹۸۹ کیلوگرم هنگام پرتاب، مشخصاتی مشابه پالاپا- سی۱ دارد.
ساتل‌ایندو اخیراً با فائق آمدن بر مشکلات اقتصادی، ساخت و پرتاب ماهواره مخابرتی پالاپا- دی اندونزی را به شرکت [تالس‌آلنیا اسپیس] آمریکا سفارش داده‌است. قرار است پالاپا- دی در نیمه دوم سال ۲۰۰۹ پرتاب و جایگزین ماهواره پالاپا- سی۲ در موقعیت مداری ۱۱۳درجه شود. با توجه به بدنه ۴۰۰۰بی۳ باس ساخت شرکت تالس‌آلنیا، ماهواره پالاپا- دی ظرفیت بیشتری نسبت به ماهواره‌های پیشین پالاپا برای حمل ترنسپاندر خواهد داشت. پالاپا- دی همچنین دارای ۱/۴ تن وزن به هنگام پرتاب، شش کیلووات توان برای محموله و ۱۵ سال عمر عملیاتی خواهد بود.
اندونزی قصد دارد به مرور و تا سال ۲۰۱۹ با استفاده از خدمات ماهواره پالاپا، آمار پنج تلفن برای هر ۱۰۰۰ نفر را به ۲۰۰ تلفن برای هر ۱۰۰۰ نفر در این کشور بهبود بخشد.